# BMW R32

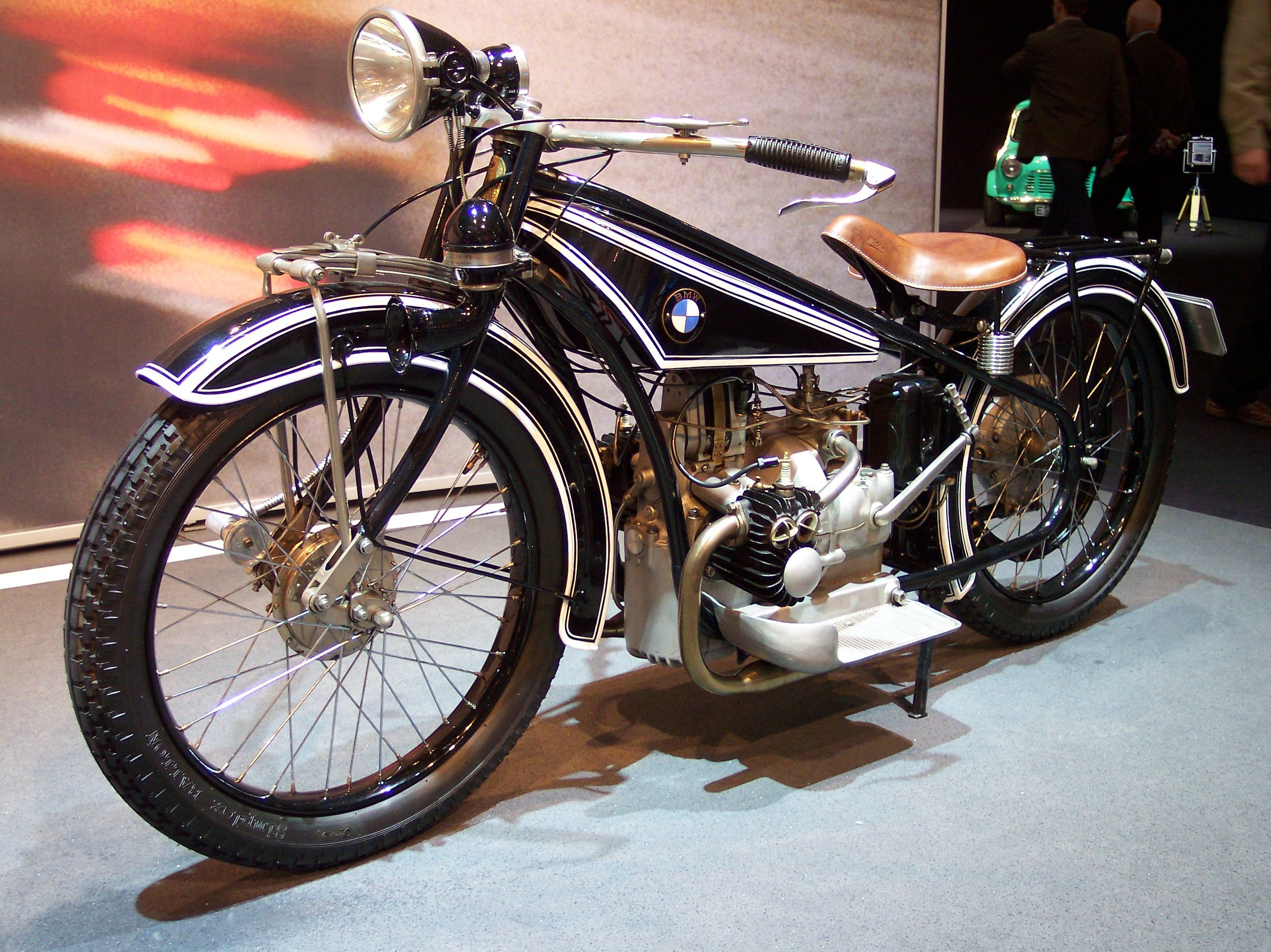
BMW R 32

BMW R32 var BMW:s första motorcykel och tillverkades 1923-1926. BMW R32 lade grunden till efterkommande modeller med sin för BMW typiska boxermotor och kardandrift. 
Chefskonstruktören Max Friz kom att ha ett avgörande inflytande motorcykeltillverkningen och den första modellen R32. Friz vidareutvecklade boxermotorkonceptet, bland annat genom bättre kylning. R32 byggdes fram till 1926 i 3000 exemplar. 